# Софийская сторона
Софи́йская сторона (другая половина называлась Торговой стороной) — исторический район Великого Новгорода, расположенный на левом берегу («стороне») Волхова. Получила своё название от Софийского собора — древнейшего каменного храма России.
Софийская сторона делилась на три района — «конца» (Неревский, Загородский и Людин концы), кроме того, в этой половине размещался Новгородский Кремль.
На раскопе Обороны, 2 за пределами крепостного вала и рва Окольного города в южной части Софийской стороны найдены грунтовые погребения первой половиной XI века. От погребённых сохранились только зубы или их фрагменты (зубная эмаль). Комплекс вещей и конструкции погребальных сооружений имеют прямые аналогии в могильниках Киева, Чернигова, Пскова. В конце XI века на месте этого кладбища появились усадьбы, огороженные частоколом.
Традиционное деление Великого Новгорода на Софийскую и Торговую стороны восходит уже к XI веку, как видно из сообщения о пожаре 1097 года в Новгороде: «На весну погорела другая половина, а на 3-й день Детинец, сгорел город».
Для Софийской стороны характерна радиально-полукольцевая («веерная») планировка: одни улицы сходятся к Кремлю, в то время как другие (перпендикулярные первым) полукольцом охватывают его, повторяя контур кремлёвской стены.